# Parafia Najświętszej Maryi Panny Matki Kościoła w Rogoźnej
Parafia NMP Matki Kościoła w Żorach - Rogoźnej – katolicka parafia w dekanacie żorskim, istniejąca od 10 kwietnia 1977 roku. Kościół poświęcił abp Damian Zimoń w 1993 roku.